# 닛산 리프
닛산 리프는 일본의 닛산 자동차가 2010년부터 생산하는 세계 최초의 양산형 전기자동차다. 2015년 1월 기준 누적 판매량 15만 대를 돌파하여 전기자동차 판매량 세계 1위 기록을 스스로 갱신하고 있다.
2019년 초 누적판매 40만 대를 돌파했으며, 미국, 일본, 유럽 등에서 각각 10만 대 이상 판매되었다. 판매 국가는 60개국 이상이다.
대한민국에는 2014년 12월 23일에 정식 출시했으나, 2020년에 닛산이 대한민국 철수를 선언하면서 수입도 당연히 중단됐다.
급속충전 포트는 DC 차데모(CHAdeMO) 방식을 이용한다. 따라서 급속 충전구와 완속 충전구가 분리되어 있으며, 프런트 노즈의 닛산 마크에 충전구가 있다. 다만 테슬라가 독자적인 급속충전 규격(NACS)을 타사에도 개방한다고 선포한 이후 2023년 7월에 닛산이 테슬라의 급속충전 규격을 따른다고 선언함에 따라, 충전 잭 형식이 차데모에서 NACS로 바뀔 가능성이 생겼다.

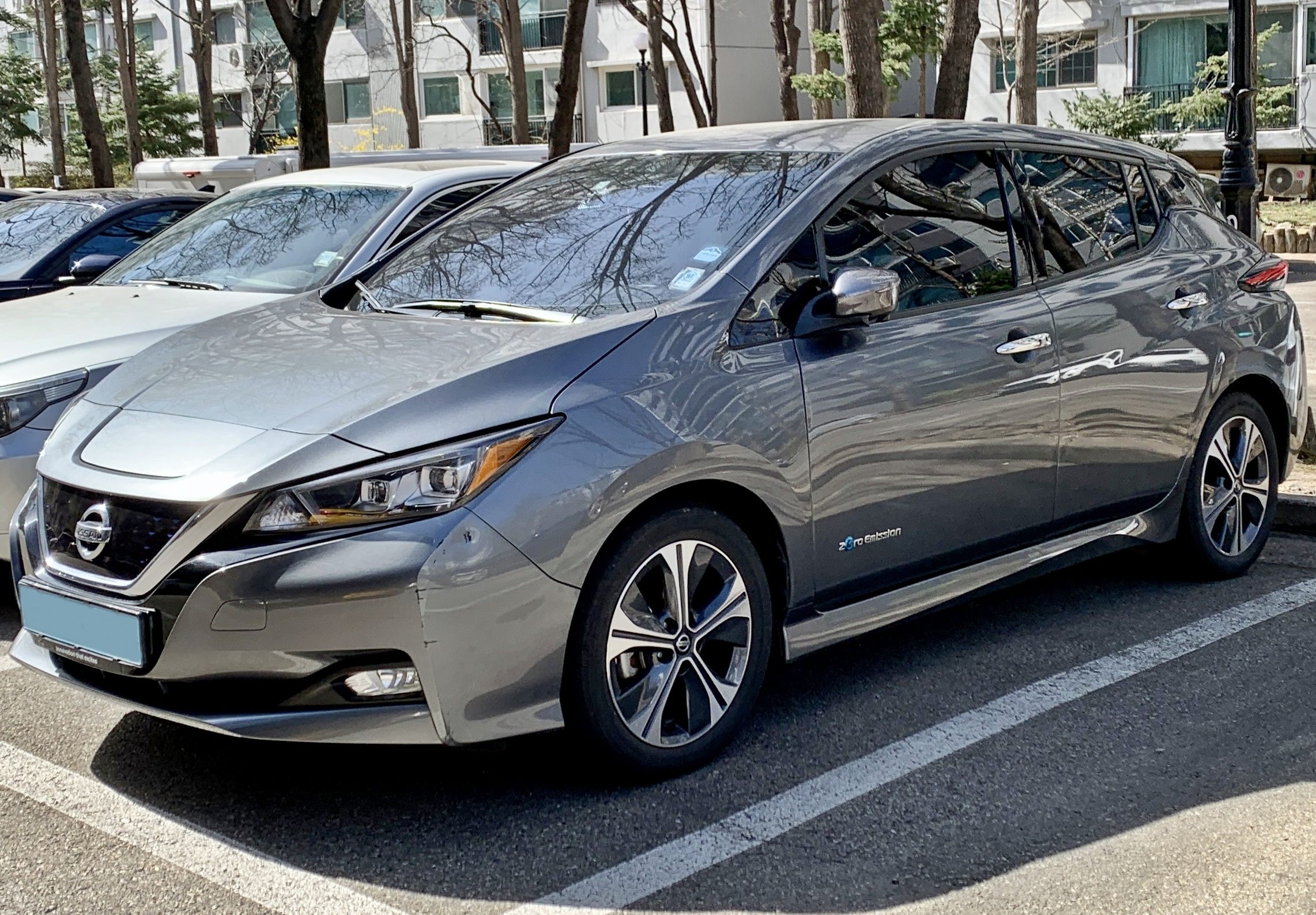
닛산 리프(2세대)

## 충전소 부족
리프의 돌풍을 기존의 가솔린차 경유차 업계에서는 쉽게 이해를 못하고 있거나, 인정을 하고 싶지 않아 한다. 기존 자동차 업계는, 주유소처럼 충전소가 없는데, 어떻게 전기자동차가 팔리겠냐는 것이다. 그런데, 충전소가 없는데도 불구하고, 세계 최초의 양산 전기차인 닛산 리프가 엄청나게 팔리고 있다. 미국 소비자의 평가는, 아이폰, 아이패드, 노트북 등과 동일하게, 밤에 잘 때 가정용 충전기에 꽂아놓고, 다음날 하룻동안 쓰기에는, 별도의 충전소가 불필요하다는 것이다.

## 대한민국
닛산은 대한민국에서도 전기자동차를 출시했고, 현대자동차도 역시 출시했다. 그런데, 왜 미국에서는 엄청나게 팔리는 전기자동차가 대한민국에서는 안 팔리는가에 대해, 미국처럼 충전소가 설치되지 않아서라는 지적이 있으나, 미국 소비자들도 미국의 충전소는 다른 차량이 주차되어 있거나, 장시간의 충전시간으로, 거의 쓸 수 없다고 지적하기 때문에, 설득력이 별로 없는 분석이다.
미국에서는 밤에 가정용 충전기를 꽂아 놓아도 전기 요금이 싸기 때문에 아이폰을 충전기에 꽂아놓듯히 쓰면 되므로, 간편하고, 비용걱정이 없지만, 대한민국은 엄청나게 누진세를 부과하기 때문에 전기요금 폭탄이 되므로, 경제성이 없다는 지적이 보도되었다. 즉, 미국에서는 전기자동차가 엄청나게 팔리고 있는데, 한국은 아직 그 열풍이 불지 않는 이유는, 배터리 문제도, 충전소 문제도 아니고, 가정용 전기요금 체계 딱 하나 뿐이라는 지적이다.
대한민국에서는 1세대와 2세대가 모두 판매됐으나 2020년에 닛산이 대한민국 철수를 선언함에 따라 수입이 중지됐고, 이에 따라 대한민국에서는 일본용과 대한민국용 모두 차데모를 적용한 UX300e가 출시되기 전까지 한동안 차데모 잭이 달린 전기자동차를 구할 수 없었다. 또한 UX300e도 짧은 기간 동안 극소수만 판매했으며, 렉서스가 UX300e의 판매를 종료하고 출시한 전기자동차인 RZ450e는 대한민국 판매용에 차데모 대신 DC콤보-1을 적용했다. 따라서 독자적인 NACS 충전 규격을 이용하는 테슬라를 제외하고, 대한민국 시장에서 판매하는 승용 전기자동차들은 DC콤보-1 방식으로 대거 통일됐다.

## 자동차 산업
전기자동차는 고가의 배터리 가격과, 장시간의 배터리 충전 시간, 턱없이 부족한 배터리 충전소의 문제로, 기존의 가솔린, 경유 등을 이용하는 내연기관 자동차를 대체할 수 없다는 것이 통설이었으나, 닛산 리프와 테슬라 모델 S의 미국 시장에서의 돌풍은 그러한 비판론이 터무니없다는 것을 실증하는 것이어서 자동차 산업계 전체가 일종의 충격으로 받아들이고 있다.
닛산 리프와 테슬라 모델 S는 전세계 대부분의 전기자동차에서 사용하는 기존의 배터리를 그대로 사용하고 있다.
산업연구원(KIET) 이항구 기계·전자산업팀장은 "세계 각국의 환경 규제가 강화되는 탓에 전기 동력으로 움직이는 차량 개발은 피할 수 없는 추세가 됐다"며 "경쟁력 있는 전기차를 양산하지 못하는 업체는 10년 내 글로벌 시장에서 도태될 것"이라고 말했다. 그리고 이는 2020년대 들어 유럽권에서 내연기관 자동차를 없애겠다는 반응이 나오면서 점차 현실이 되고 있다.

## 같이 보기
- 테슬라 모델 S
- BMW i3